# إبكوت
إبكوت أو إبكوت سنتر (الإنجليزية:
Epcot وكان اسمه أصلا EPCOT Center) هو مدينة ترفيهية تتبع عالم والت ديزني ويوجد في «باي ليك» بالقرب من أورلاندو في فلوريدا بالولايات المتحدة الأمريكية. وهي تنفيذ فكرة وضعها والت ديزني وافتتحت المدينة الترفيهية إبكوت سنتر في 1 أكتوبر 1982. وكانت ثاني مدينة ترفيهية قام بإنشائها والت ديزني بعد ديزني ورلد مملكة السحر. وتصل مساحة إبكوت سنتر نحو ضعف مساحة مملكة السحر.
تخصصت المدينة الترفيهية إبكوت سنتر للإشادة بالتقدم التكنولوجي الإنساني في مجالات غزو الفضاء والابتكار والتقدم التكنولجي والثقافة. وهي تعتبر معرضا عالميا دائما، إذ تهتم بالثقافة إضافة إلى إلجانب الترفيهي.

## الأرض مركبة فضائية

خارطة إبكوت

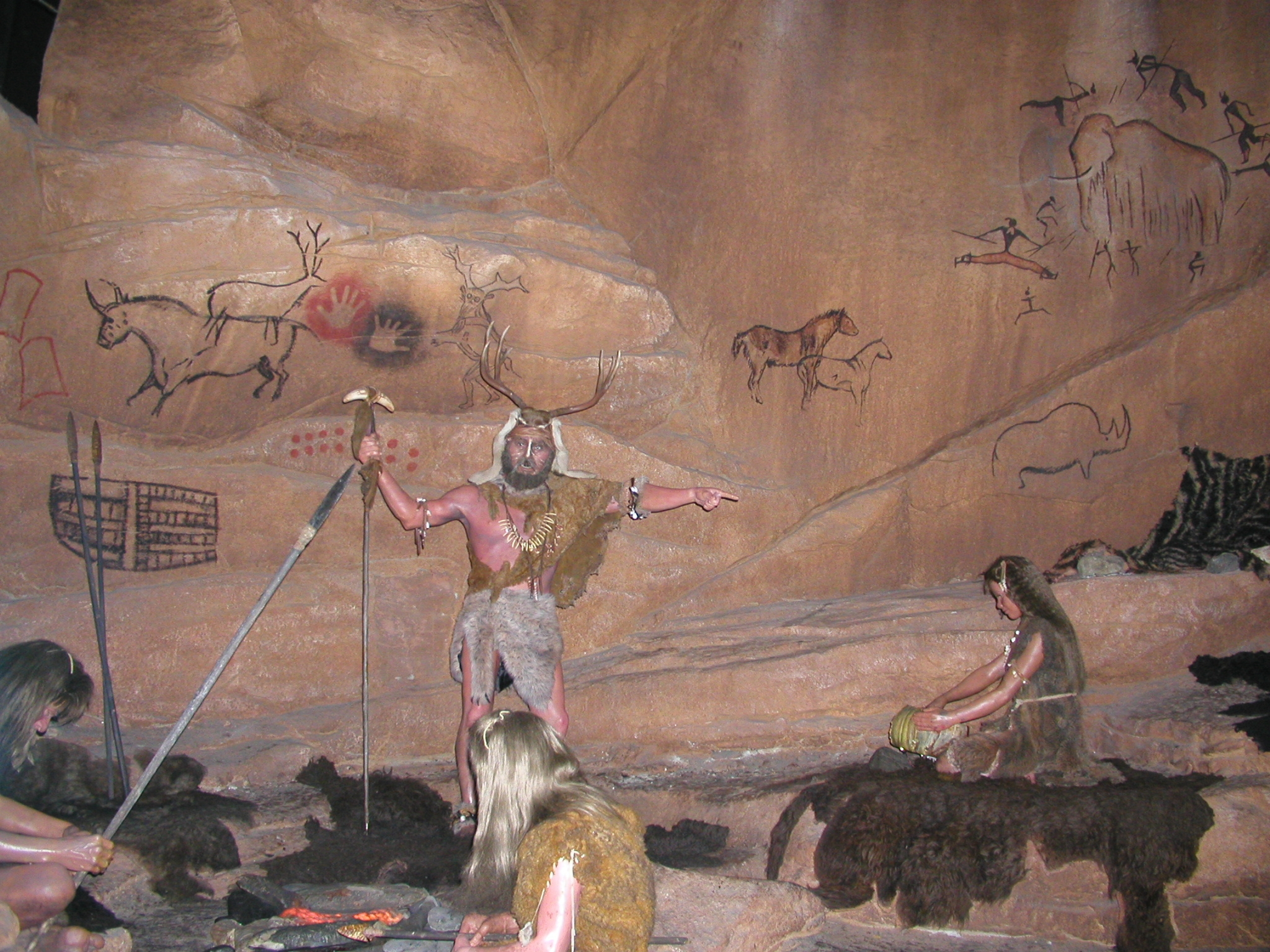
أحد مناظر الأرض مركبة فضائية.

تنقسم إلى قسمين رئيسيين: عالم المستقبل، ويتكون من 8 عنابر، معرض عالمي ، يتكون من 11 عنبر ومناطق عن انشطة وعادات شعوب الأرض، طريقة معيشتهم ورقصاتهم وموسيقاهم.
الكرة الشهيرة في المدخل هي المعرض «الأرض مركبة فضائية» وهي تعني أن جميع الناس لهم نفس المصير على كوكب الأرض، بصرف النظر عن شعوبهم ومللهم، وتقسيماتهم السياسية. ولهذا فيجب عليهم رعاية ومساعدة بعضهم البعض، سواء غني أم فقير، من بلد متقذم أم من بلد نام. هذا المعرض يبين طرق التواصل بين الإنسان وأخيه منذ بدء التاريخ حتى الوقت الحاضر. هذه الرحلة تستغرق 13 دقيقة.
يركب الزوار عربات صغيرة متتالية كالقطار، وأحيانا تصعد إلى أعلى بالراكبين وأحيانا تهبط بهم. يشاهدون في طريقهم تاريخ التواصل الإنساني ويرون أشكال انسان مختلفة تتحرك في حجم الإنسان الطبيعي في رحلة تاريخية، حتى يجد المشاهد نفسه أخيرا في الفضاء الكوني وينظر إلى الأرض من أعلى.
ومن هنا تبدأ المركبة دورانها وتعود إلى نقطة بد ء الرحلة.
استغرق بناء تلك الكرة المميزة لإبكوت سنتر 26 شهرا قضى فيها العاملون نحو 40.000 ساعة عمل. الكرة مغطاة من الخارج بصفائح من سبيكة ألمونيوم تعطيها لمعانا كالبلاتين.

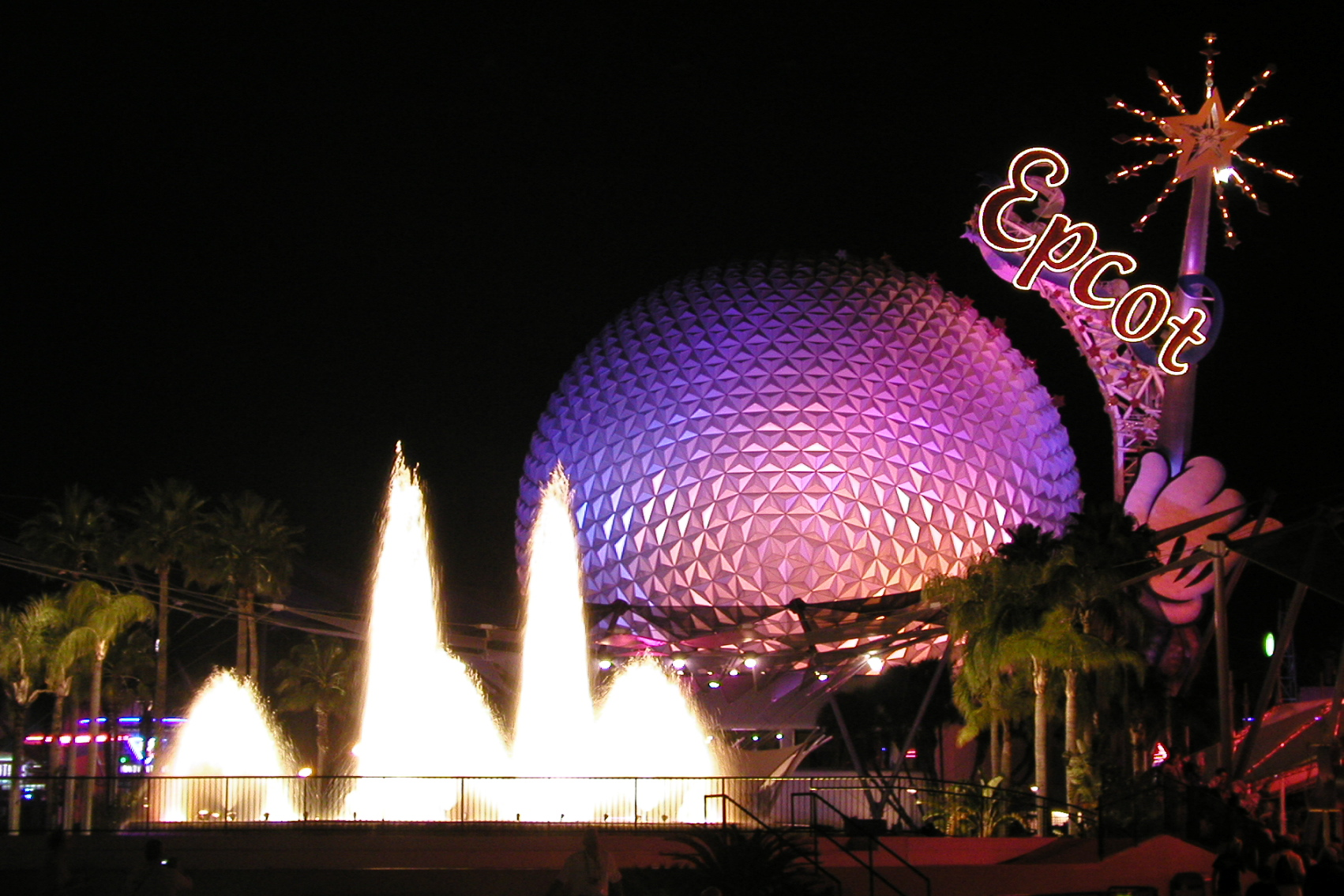
الأرض مركبة فضاء خلال الليل

## معرض صور

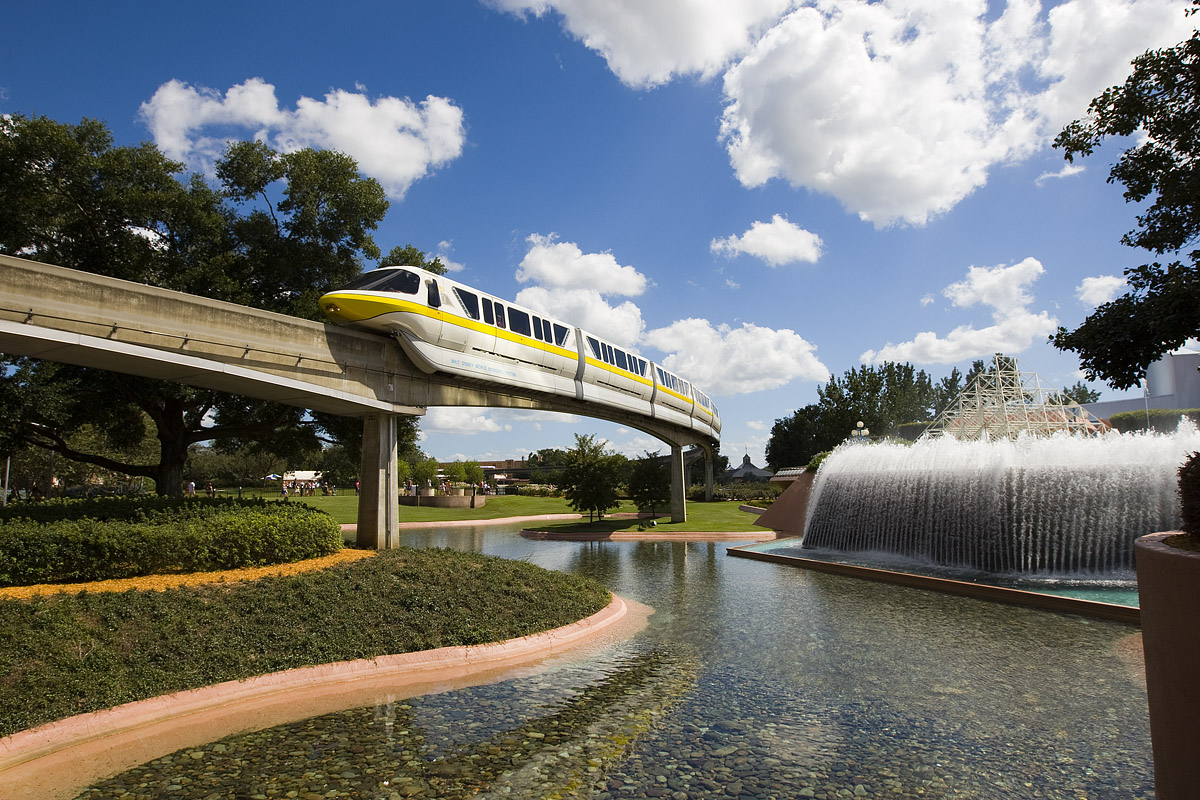
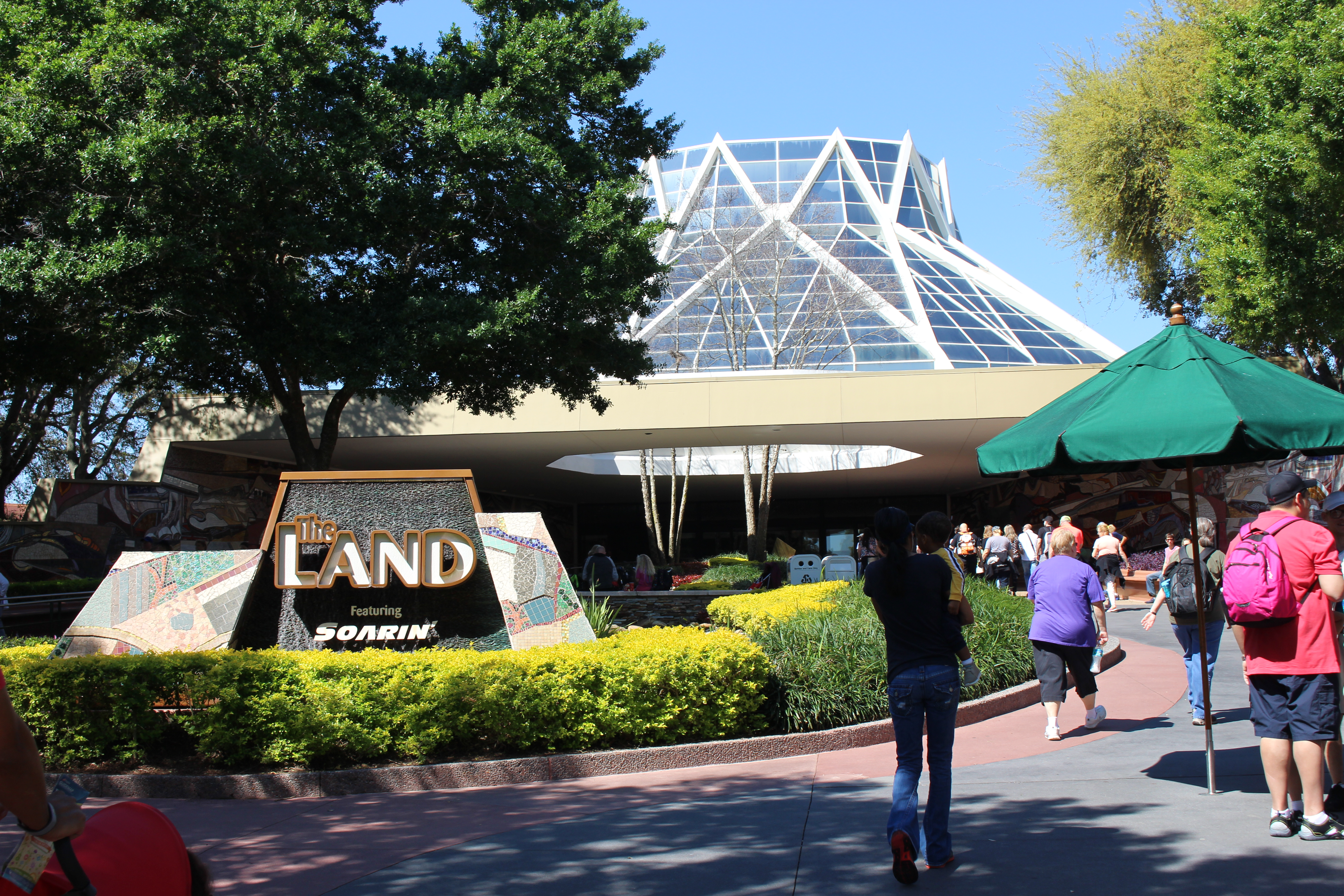
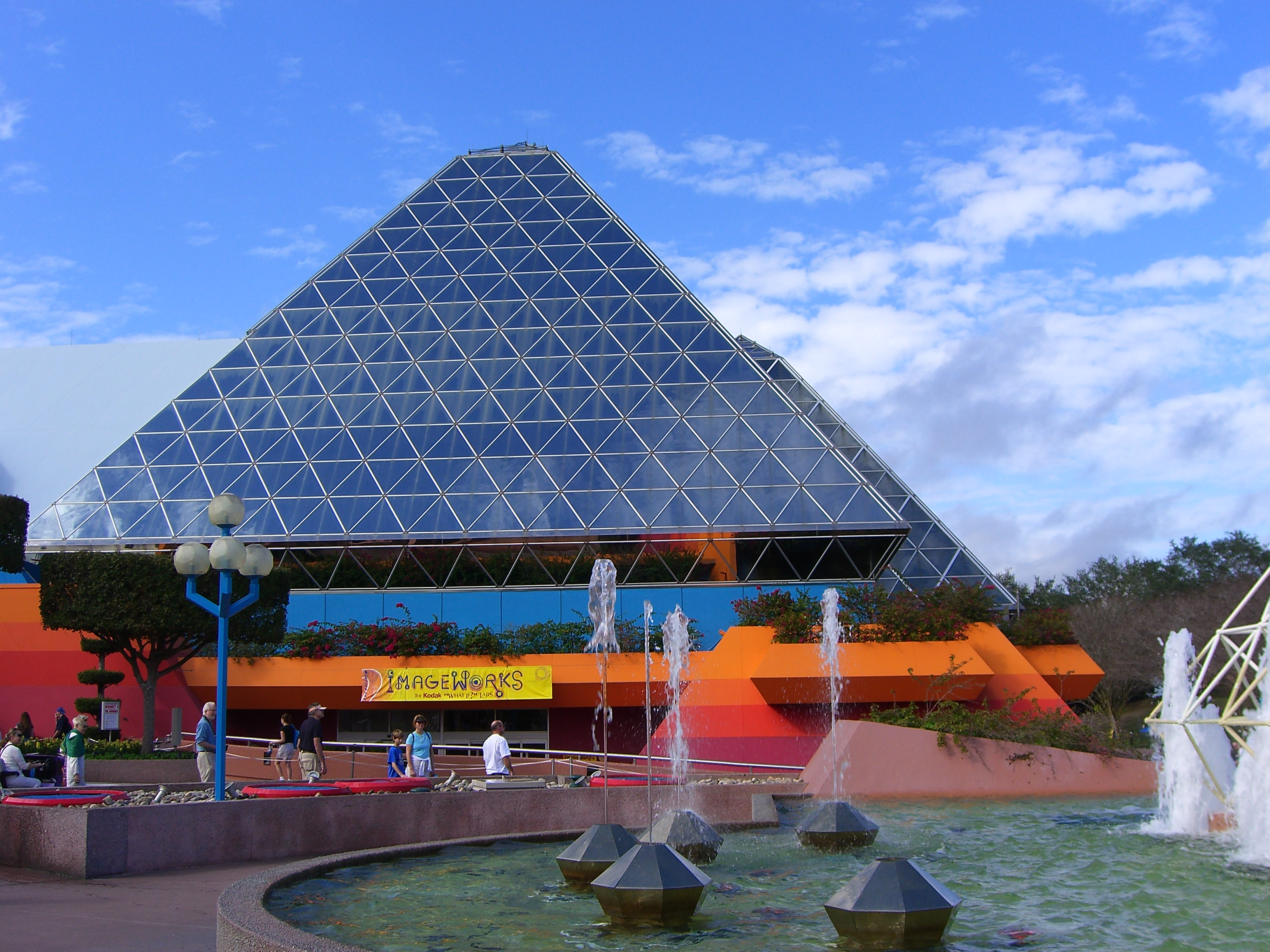
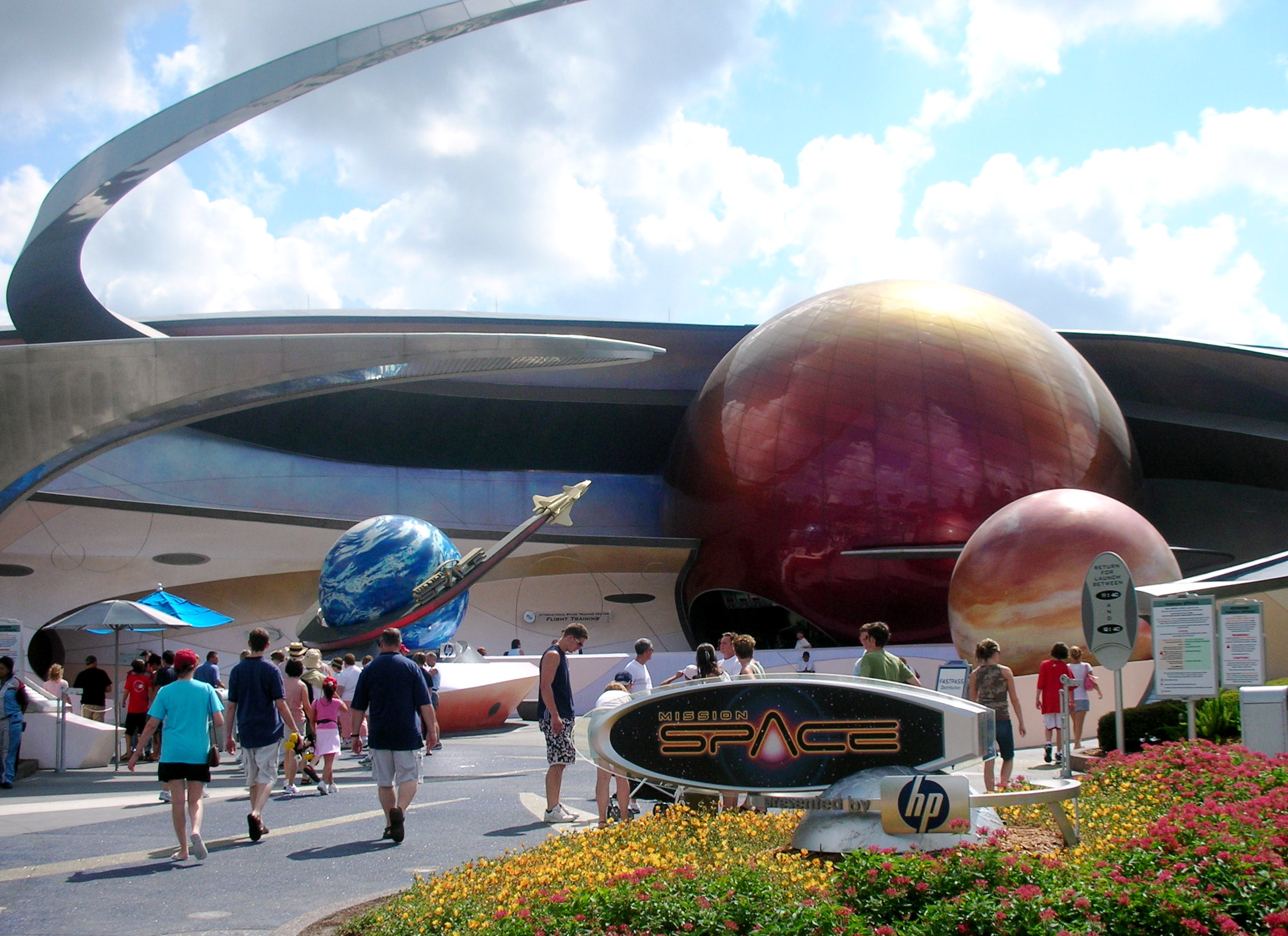

## اقرأ أيضا
- أورلاندو
- ميامي
- فلوريدا